# RUFC Ransartoise
RUFC Ransartoise is een Belgische voetbalclub uit Ransart. De club is aangesloten bij de KBVB met stamnummer 914 en heeft rood en blauw als kleuren.

## Geschiedenis
In 1927 sloot Union Sportive Ransartoise zich aan bij de Belgische Voetbalbond, waar men stamnummer 914 kreeg toegekend. US Ransartoise ging er in de gewestelijke reeksen spelen. De club speelde in het blauw, en had als bijnaam "les bleus". Na de Tweede Wereldoorlog speelden ze enkele jaren in de hoogste provinciale reeks, daarna zakte men weer naar de lagere reeksen.
In 1999 fusioneerde RUS Ransartoise met FC Ransart Sport, een jongere club die in 1968 was aangesloten bij de KBVB met stamnummer 7165 en tot in Tweede Provinciale had kunnen opklimmen en de bijnaam "les rouges" had. De fusieclub werd Royale Union Football Club Ransartoise (RUFC Ransartoise) genoemd en speelde verder met stamnummer 914. Stamnummer 7165 werd geschrapt. De clubkleuren werden het rood en blauw van beide vorige clubs. Als fusieclub startte men in 1999 in Tweede Provinciale en men wist er meteen een promotie af te dwingen naar Eerste Provinciale.
RUFC Ransartoise zakte in 2001 na een jaar op het hoogste provinciale niveau echter weer naar Tweede Provinciale, waar het de volgende jaren bleef spelen. Via de eindronde keerde men in 2010 nog eens terug in Eerste Provinciale. Een jaar later zakte men echter nog eens terug naar Tweede, om in 2012 toch meteen weer terug te kunnen keren in Eerste Provinciale.

## Resultaten
| Seizoen | Klasse | Klasse | Klasse | Klasse | Klasse | Klasse | Klasse | Klasse | Klasse | Reeks                | Punten | Opmerkingen                                                       |
|         | I      | II     | II     | III    | IV     | P.I    | P.II   | P.III  | P.IV   |                      |        |                                                                   |
| ------- | ------ | ------ | ------ | ------ | ------ | ------ | ------ | ------ | ------ | -------------------- | ------ | ----------------------------------------------------------------- |
| 2010/11 |        |        |        |        |        | 16     |        |        |        | Eerste Provinciale   | 10     | Degradatie                                                        |
| 2011/12 |        |        |        |        |        |        | 2      |        |        | Tweede Provinciale C | 55     | Promotie                                                          |
| 2012/13 |        |        |        |        |        | 13     |        |        |        | Eerste Provinciale   | 34     |                                                                   |
| 2013/14 |        |        |        |        |        | 7      |        |        |        | Eerste Provinciale   | 43     |                                                                   |
| 2014/15 |        |        |        |        |        | 3      |        |        |        | Eerste Provinciale   | 61     |                                                                   |
| 2015/16 |        |        |        |        |        | 14     |        |        |        | Eerste Provinciale   | 27     |                                                                   |
|         | 1A     | 1B     | 1Na    | 2Af    | 3Af    | P.I    | P.II   | P.III  | P.IV   |                      |        | Vanaf 2016-17 zijn er 3 nationale en 2 regionale niveaus          |
| 2016/17 |        |        |        |        |        | 14     |        |        |        | Eerste Provinciale   | 31     |                                                                   |
| 2017/18 |        |        |        |        |        | 15     |        |        |        | Eerste Provinciale   | 19     | Degradatie                                                        |
| 2018/19 |        |        |        |        |        |        | 2      |        |        | Tweede Provinciale C | 58     |                                                                   |
| 2019/20 |        |        |        |        |        |        | 1      |        |        | Tweede Provinciale C | 50     | Door de coronapandemie werd de competitie gestaakt.               |
| 2020/21 |        |        |        |        |        | -      |        |        |        | Eerste Provinciale   | -      | Door de aanhoudende coronapandemie werd geen competitie gespeeld. |
| 2021/22 |        |        |        |        |        | 6      |        |        |        | Eerste Provinciale   | 46     |                                                                   |
| 2022/23 |        |        |        |        |        | 10     |        |        |        | Eerste Provinciale   | 34     |                                                                   |
| 2023/24 |        |        |        |        |        | 5      |        |        |        | Eerste Provinciale   | 52     |                                                                   |
| 2024/25 |        |        |        |        |        | 12     |        |        |        | Eerste Provinciale   | 32     |                                                                   |
| 2025/26 |        |        |        |        |        |        |        |        |        | Eerste Provinciale   |        |                                                                   |